# (84522) 2002 TC302
(84522) 2002 TC302 ist ein großes transneptunisches Objekt, das als resonantes Kuipergürtelobjekt eingestuft wird. Der Planetoid bewegt sich auf einer Umlaufbahn, deren Umlaufdauer sich in einem 5:2-Verhältnis zu der Umlaufdauer Neptuns befindet. Aufgrund seiner Größe ist der Asteroid ein Zwergplanetenkandidat.

## Entdeckung
(84522) 2002 TC302 wurde am 9. Oktober 2002 von einem Astronomenteam des California Institute of Technology in Pasadena bestehend aus Mike Brown, Chad Trujillo und David Lincoln Rabinowitz am Palomar-Observatorium entdeckt.
Nach seiner Entdeckung ließ sich 2002 TC302 auf Fotos vom 5. August 2000 identifizieren und so seine Umlaufbahn genauer berechnen. Seither wurde der Planetoid durch verschiedene Teleskope wie das Herschel- und das Spitzer-Weltraumteleskop sowie erdbasierte Teleskope beobachtet. Im April 2017 lagen 116 Beobachtungen über einen Zeitraum von 17 Jahren vor.

## Eigenschaften

### Umlaufbahn
2002 TC302 umkreist die Sonne auf einer relativ stark elliptischen Umlaufbahn (Bahnexzentrizität = 0,290) zwischen rund 39,05 und 70,89 AE Abstand zu deren Zentrum. Die  Bahn ist 35,08° gegenüber der Ekliptik geneigt. Die Umlaufzeit von 2002 TC302 beträgt 407,54 Jahre. Er wird sein Perihel Mitte 2059 erreichen, der letzte Periheldurchlauf müsste daher um das Jahr 1652 erfolgt sein. Zurzeit ist er etwa 44,7 AE von der Sonne entfernt.
Das Minor Planet Center sowie das Deep Ecliptic Survey stufen die Umlaufbahn in einer 5:2-Resonanz mit Neptun ein. 2002 TC302 ist nach Gonggong das zweitgrößte resonante KBO, das kein Plutino ist.

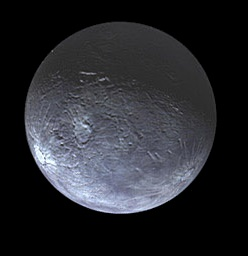
Fantasiedarstellung einer möglichen Ansicht der Oberfläche.

### Größe
Der Durchmesser von 2002 TC302 wurde vom Spitzer-Weltraumteleskop auf 1145 km berechnet, wobei die Unsicherheit mehrere hundert Kilometer betrug. Diese Einschätzung basierte auf einer angenommenen Albedo von 0,031 und einer Absoluten Helligkeit von 3,8673 mag. Mike Brown vom Entdeckerteam schätzte den Durchmesser als wahrscheinlich kleiner ein. Untersuchungen mit dem Herschel-Weltraumteleskop ergaben 2013 Werte von nur 584,1 +105,6−88,0 km.
Gegenwärtig wird von einem Durchmesser etwa 600 km ausgegangen; es ist daher davon auszugehen, dass 2002 TC302 sich im hydrostatischen Gleichgewicht befindet und der Asteroid damit zu den Zwergplanetenkandidaten gehört, basierend auf dem taxonomischen 5-Klassen-System von Mike Brown. Letzterer schätzt selbst den Durchmesser des Asteroiden auf 591 km auf Basis einer angenommenen Albedo von 12 % und einer absoluten Helligkeit von 4,2 m. Da diese Einschätzung unter 600 km liegt, geht Brown davon aus, dass es sich bei 2002 TC302 nur um wahrscheinlich einen Zwergplaneten handelt. Die scheinbare Helligkeit von 2002 TC302 beträgt 20,5m.
2002 TC302 rotiert in höchstwahrscheinlich 5,41 Stunden einmal um seine Achse. Daraus ergibt sich, dass der Asteroid in einem 2002 TC302-Jahr 660.352,1 Eigendrehungen („Tage“) vollführt. Rotationsperioden von 4,87 h oder 6,08 h können jedoch nicht ausgeschlossen werden.
Untersuchungen im Infrarotspektrum weisen darauf hin, dass sich auf der Oberfläche von 2002 TC302 sehr wenig frisches Wassereis befindet.
| Jahr                                         | Abmessungen km      | Quelle           |
| -------------------------------------------- | ------------------- | ---------------- |
| 2004                                         | <1195,0             | Altenhoff u. a.  |
| 2005                                         | <1211,0             | Grundy u. a.     |
| 2007                                         | 1150,0 +337,0−325,0 | Stansberry u. a. |
| 2010                                         | 1150,0              | Tancredi         |
| 2013                                         | 584,1 +105,6−88,0   | Fornasier u. a.  |
| 2013                                         | 1164,0              | Mommert u. a.    |
| 2018                                         | 591,0               | Brown            |
| Die präziseste Bestimmung ist fett markiert. |                     |                  |